# Бундовы
Бундовы — дворянский род.
Яков и Крестьян Степановичи Бундовы, дети боярские Пронского уезда, пожалованы от Ивана Грозного поместьями в уезде московском, 2 октября 1550 года. Яков Степанович упоминается в 1552 году, при взятии Казани, в головах стрелецкого войска, а Крестьян Степанович подписался, 2 июля 1566 года, в качестве члена думы земской, под приговором о войне с Польшей.
Ефим Бундов, новгородский дворянин, убит при осаде Смоленска в 1634 году. Трое Бундовых владели населёнными имениями в 1699 году, и один из них, Семён Яковлевич, был стольником Петра Великого.